# Odensvi distrikt, Västmanland
Odensvi distrikt är ett distrikt i Köpings kommun och Västmanlands län. 
Distriktet ligger i norra delen av kommunen. 

## Tidigare administrativ tillhörighet
Distriktet inrättades 2016 och utgörs av socknen Odensvi i Köpings kommun.
Området motsvarar den omfattning Odensvi församling hade vid årsskiftet 1999/2000.